# Rhynchosia amabilis
Rhynchosia amabilis är en ärtväxtart som beskrevs av John Wesley Grear. Rhynchosia amabilis ingår i släktet Rhynchosia och familjen ärtväxter. Inga underarter finns listade i Catalogue of Life.